# Вёшкинское сельское поселение
Вёшкинское сельское поселение — муниципальное образование в Кадыйском районе Костромской области.
Административный центр — посёлок Вёшка

## История
Вёшкинское сельское поселение образовано 30 декабря 2004 года в соответствии с Законом Костромской области № 237-ЗКО, установлены статус и границы муниципального образования.

## Население
| 2008 | 2010 | 2012 | 2013 | 2014 | 2015 | 2016 |
| ---- | ---- | ---- | ---- | ---- | ---- | ---- |
| 950  | ↗989 | ↘946 | ↘917 | ↘888 | ↘879 | ↗886 |
| 2017 | 2018 | 2019 | 2020 | 2021 |      |      |
| ↘851 | ↘847 | ↘794 | ↘777 | ↘664 |      |      |

## Состав сельского поселения
| № | Населённый пункт | Тип населённого пункта          | Население |
| - | ---------------- | ------------------------------- | --------- |
| 1 | Вёшка            | посёлок, административный центр | ↗655      |
| 2 | Дудино           | деревня                         | ↘1        |
| 3 | Котлово          | деревня                         | ↗246      |
| 4 | Рубцово          | село                            | ↗257      |
| 5 | Химзавод         | посёлок                         | →7        |

## Местное самоуправление
Главы сельского поселения
- Почучуев Игорь Александрович
- с 19.06.2016 года — Баруздина Наталия Михайловна[15]